# Bromure d'uranyle
Le bromure d'uranyle est un composé chimique de formule UO2Br2. Il s'agit du sel d'uranyle et d'acide bromhydrique. Il se présente sous la forme d'un solide rouge clair hygroscopique, qui vire au jaune au contact de l'humidité de l'air. Thermiquement instable, il libère du brome y compris à température ambiante. Chauffé à 350 °C sous atmosphère inerte, il se décompose en 48 heures. Dans les solvants de coordination, il forme des complexes à un ligand, de formule UO2Br2·L (où L représente l'acétonitrile CH3C≡N), à deux ligands UO2Br2·2L (où L représente l'anhydride acétique CH3COOCOCH3, l'éther diéthylique CH3CH2OCH2CH3 ou la N-méthylacétanilide), à trois ligands UO2Br2·3L (où L représente le N,N-diméthylformamide) et à quatre ligands UO2Br2·4L (où L représente le DMSO CH3SOCH3). Il forme avec l'ammoniac NH3 des complexes doublement, triplement et quadruplement coordonnés UO2Br2·nNH3, où n = 2, 3 ou 4. Il forme également le trihydrate UO2Br2·3H2O à partir de solution aqueuse de bromure d'hydrogène, qui se présente sous forme d'aiguilles jaune sombre. Cet hydrate est stable et perd une molécule d'eau par chauffage à 60 °C. Le monohydrate UO2Br2·H2O est déshydraté par l'acide phosphorique. Dans les liquides ioniques, le bromure d'uranyle en présence d'ions bromure donne le tétrabromure [UO2Br4]2−.
Le bromure d'uranyle peut être obtenu en faisant réagir du tétrabromure d'uranium anhydre avec de l'oxygène à une température de 150 à 160 °C.
UBr4 + O2 → UO2Br2 + 2 Br2, de 150 à 160 °C.
Il est également possible de procéder à l'oxydation anodique de l'uranium métallique en présence d'oxygène sec et de brome dissous dans l'acétonitrile.